# Shun Nogaito
Shun Nogaito (野垣内 俊 Nogaito Shun?, nacido el 11 de septiembre de 1986 en Yokkaichi) es un futbolista japonés que se desempeña como defensa.

## Trayectoria

### Clubes
| Club               | País  | Año         |
| ------------------ | ----- | ----------- |
| FC Gifu            | Japón | 2009 - 2016 |
| Vanraure Hachinohe | Japón | 2017        |
| Veertien Mie       | Japón | 2018 -      |

## Estadística de carrera

### J. League
| Club    | Año   | J. League | J. League | Copa J. League | Copa J. League | Total | Total |
| Club    | Año   | Part.     | Goles     | Part.          | Goles          | Part. | Goles |
| ------- | ----- | --------- | --------- | -------------- | -------------- | ----- | ----- |
| FC Gifu | 2009  | 14        | 0         | -              | -              | 14    | 0     |
| FC Gifu | 2010  | 24        | 2         | -              | -              | 24    | 2     |
| FC Gifu | 2011  | 33        | 1         | -              | -              | 33    | 1     |
| FC Gifu | 2012  | 34        | 0         | -              | -              | 34    | 0     |
| FC Gifu | 2013  | 33        | 0         | -              | -              | 33    | 0     |
| FC Gifu | 2014  | 17        | 0         | -              | -              | 17    | 0     |
| FC Gifu | 2015  | 27        | 0         | -              | -              | 27    | 0     |
| FC Gifu | 2016  | 24        | 0         | -              | -              | 24    | 0     |
| Total   | Total | 206       | 3         | 0              | 0              | 206   | 3     |